# Kateřina Pálffyová
Kateřina Pálffyová z Erdődu (maďarsky  Erdődi Pálffy Katalin, německy Katharina Pálffy ab Erdőd, 1542–1616) byla uherská šlechtična z významného rodu Pálffyů.

## Život
Narodila se jako dcera Petra Pálffyho z Erdődu na Čabradi (1515–1568) a jeho manželky Žofie Dersffyové ze Szerdahely (* kolem roku 1517 – † před rokem 1569). Její bratr Tomáš (1534–1581) byl županem Zvolenské župy a kapitánem hradu Várpalota.

### Manželství

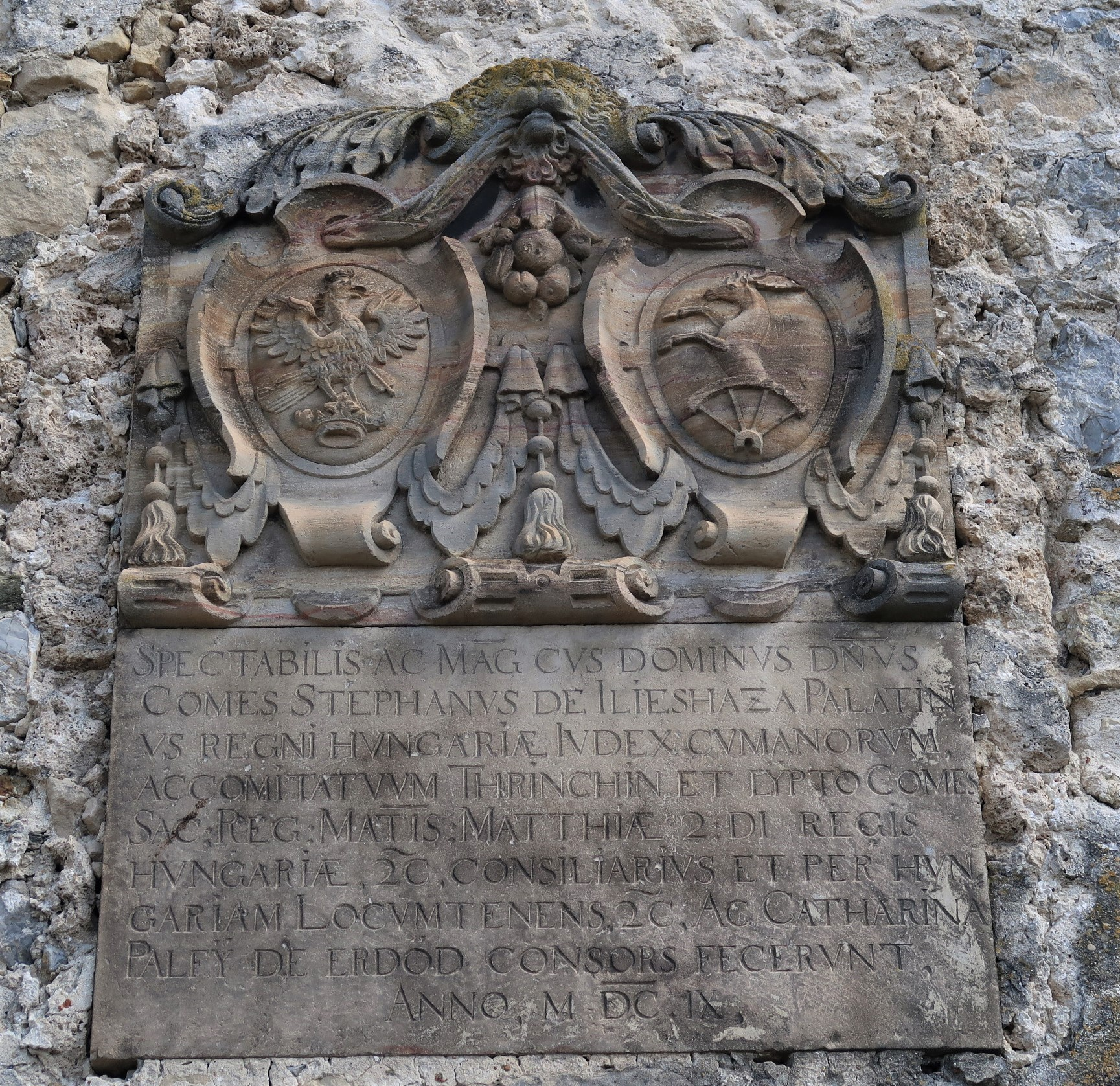
Erb Štěpána Illésházyho a jeho manželky Kateřiny Pálffyové na hradě Trenčín

Kateřina byla dvakrát provdaná. Jejím prvním manželem byl válečník a vojevůdce Jan Kružić. Z jejich manželství se narodila dcera Helena, které se dvořil i básník Valentín Balaša, se nakonec stala manželkou Maxmiliána z Ditrichštejna. Sňatkem nabyl panství Čabraď-Sitno.
Jan Kružić na smrtelné posteli ve svém hlavním stanu v Kaniži, doporučil své ženě jako ochránce a přítele, vzdělaného a v bojích osvědčeného Štěpána z Illésházy. Ten byl jedním z nejzámožnějších uherských magnátů a v dobách válečné nouze který jí měl Kateřině pomoci a ochraňovat ji. Když Jan Kružić v létě 1580 zemřel, Kateřina se roku 1582 skutečně za Štěpána z Illésházy provdala a do manželství obrovské dědictví, zahrnující desítky statků (Stupava, Šurany, Bánovce nad Bebravou, Pezinok, Svätý Jur) a šest hradů (Čabraď, Sitno, Likava), díky čemuž Illesházy obdržel také dědičný úřad župana Liptovské župy. K dědictví Kateřiny Pálffyové patřilo mimo jiné 7 000 sudů vína, několik tisíc kusů dobytka a 800 koní.
Roku 1600 obdržela Kateřina společně se Štěpánem hraběcí titul a stavební úpravy na trenčínském hradě dokládá alianční erb Illesházyů a Pálffyů s nápisem nad vstupem do hradního paláce.
Po válečných a politických turbulencích Štěpán nakonec dosáhl vrcholu své politické kariéry, když roku 1608 získal historicky jako první protestant hodnost uherského palatina. Štěpán zemřel 5. května 1609 ve věku 68 let ve Vídni zemřel a dědicem většiny majetku byl jeho synovec Kašpar (1593–1648). Ovdovělá Kateřina nadále držela Hodonín, než jej v roce 1614 prodala Žampachům z Potštejna za 350 000 zlatých. Po smrti manžela Kateřina v Bánovcích nad Bebravou zřídila podle jeho vzoru vzdělávací nadaci.